# Bendia
Bendia (llamada oficialmente San Pedro de Bendia) es una parroquia española del municipio de Castro de Rey, en la provincia de Lugo, Galicia.

## Otras denominaciones
La parroquia también es conocida por los nombres de San Andrés de Bendia y Santo André de Bendia.

## Organización territorial
La parroquia está formada por nueve entidades de población, constando ocho de ellas en el nomenclátor del Instituto Nacional de Estadística español:
- A Acea
- A Ermida
- A Lama
- As Rozadas
- Cornide
- O Campo
- O Cando
- O Xardoal
- Vilariño

## Demografía
| Gráfica de evolución demográfica de Bendia entre 2000 y 2019 |
|                                                              |
| Datos según el nomenclátor publicado por el INE.             |